# Haruna (zenész)
Ono Haruna (小野春菜), művésznevén HARUNA (1988. augusztus 10. –) japán zenész, színész, a Scandal frontembere, a Sugar & The Radio Fire énekese.

## Élete
Ono Haruna 1988. augusztus 10-én született Aicsi prefektúrában. Óvodás korában Amuro Namie hatására elhatározta, hogy a szórakoztatóipar felé veszi az irányt. Később, 12 évesen beiratkozott az oszakai Caless ének- és tánciskolába, ahol 2005-ben a Caless Kid’s Choir (キャレスキッズクワイヤー, ’Caless gyermekkórus’) tagjaként felvett egy gospel-lemezt. Középiskola tanulmányait az Aicsi Prefektúrális Inujama Középiskolában végezte. 2006-ban a Backdancers! című filmben szerepet kapott, egy Mika nevű háttértáncost alakított, hasonlóan Mayu My Generation című videóklipjéhez. 2006 augusztusában Josinaga Jóko (吉永曜子), a Caless elnökének hatására gitározni kezdett, majd augusztus 21-én Szaszazaki Mami, Ogava Tomomi és Szuzuki Rina társaságában megalapította a Scandal pop-rock együttest. Mivel társai középiskolába jártak, ezért a Scandal korai nagykiadós promócióin gyakran egyedül kellett megjelennie, így hamar leküzdötte a félénkségét. A zenekarral az évek folyamán számos rekordot felállított, és a szigetország hangszeres lányegyütteseinek számának nagyarányú növekedésében is közrejátszott. A 2011-es évben az állandó koncertezés következtében elment a hangja, ám mivel az együttes tevékenységét nem akarták szüneteltetni, ezért a kiadójuk azt javasolta nekik, hogy Ono nélkül lépjenek fel és készítsék el a következő nagylemezüket. A javaslatot elutasították, Ono playbackelt a koncertek alatt. 2014 elején 14 előadáson keresztül szerepelt a Ginga eijú denszecu: Daijonsó kóhen gekitocu című musicalben Emil von Selle szerepét alakítva. 2014 júniusában a Squier megjelentette Ono saját modellváltozatú Telecaster HH gitárját. 2015-ben közreműködött az FM802 rádióadó Access kampányának dalán, a Music Train (haru no madzsucusi)-n.

### Magánélete
Jó barátságot ápol Aikava Nanasze, Isida Anna és Mijazava Szae énekesnőkkel, illetve Toda Erika, Mikuzava Aszami és Hyunri színésznőkkel.

## Felszerelése
Gitárok
- Squier Telecaster HH Haruna Model (2012–)
2012 óta az elsődleges gitárja, melynek éger teste, juhar nyaka és juhar fogólapja van, festése ezüst csillám fekete koponyamintával.
- Fender Telecaster Thinline Deluxe (2010–)
A Sunkan Sentimental kislemez megjelenése óta használja, 2012-től a Squier alternatívájaként.
- Fender American Standard Telecaster (2008–)
Elsősorban a Doll és a Best Scandal (2008–2009) kiadványok között használta
- Fender Pawn Shop Mustang Special (2013)
Kizárólag 2013. június 9-én, a Scandal Live Tour 2013: Sca va mada honki dasitenai dake turné első, szapporói állomásán használta
- Guild M–75 Aristocrat (2014–)
Első alkalommal 2014 májusában, a Scandal toppacu One-Man Live Series: Kjú ni kite gomen in Kita turnén használta
- PRS Custom 24 20th Anniversary (2014)
Kizárólag a Your Song című dal stúdiófelvételénél használta
- Yamaha Pacifica 112 (~2007)
2006 és 2007 körül az oszakai kastélyparkban tartott utcai fellépéseik alatt használta
- Fender Eric Clapton Signature Stratocaster (2008)
A Space Ranger és a Kageró megjelenése között használta
- Ismeretlen Telecaster (2009)
Ismeretlen eredetű rózsafa fogólapos Telecaster, melyet Sódzso S videóklipjében és a Best Scandal fotókönyvében használta, utóbbiban szétverte. Később, 2011-ben 251 001 jenért elárverezte.[17]
- Fender Mexico ’69 Telecaster Thinline (2009)
2009-ben a First One-Man Live Tour turnén használta
- Fender Telecaster Classic Series ’72 Custom (~2009)
- Takamine 1991 Limited Edition (2009)
Kizárólag a 2009. október 25-i koncertjükön használta
- Squier Classic Vibe Telecaster Thinline
- Guild GAD–30R (2010)
Kizárólag a Scandal Temptation Box Tour 2010: Yeah! tte iei! turnén használta

Pedálok, erősítők; egyebek
- Line 6 M5 (stompbox modeler)
- Fulltone OCD
- Boss TU–3 (kromatikus hangoló)
- Shinos Luck 6V Haruna Model (kombó)
- EVH 5150III 50W 2x12" erősítővel
- Vital Audio VAII (gitárkábel)
- Free the Tone ARC–53M
- Holy Fire (overdrive/torzító)

## Diszkográfia
Scandal
- Best Scandal (2009)
- Temptation Box (2010)
- Baby Action (2011)
- Queens Are Trumps: Kirifuda va Queen (2012)
- Standard (2013)
- Hello World (2014)
- Yellow (2016)
- Honey (2018)

Sugar & The Radio Fire
- Music Train (haru no madzsucusi) (2015, kislemez)

Caless Kids’ Choir
- Gospel CD Vol. 2 (2005)

Közreműködések
- Szuzuki Airi – Do Me a Favor (háttérvokál és ritmusgitár a Story című dalon)

## Filmográfia
- Backdancers! (2006, Mika)
- Mayu with Super Tigers – My Generation (2006, videóklip, Mika)
- Ginga eijú denszecu: Daijonsó kóhen gekitocu (2014, musical, Emil von Selle)